# Стийович, Ристо
Ристо Стийович (серб. Ристо Стијовић; 8 октября 1894, Подгорица, Княжество Черногория — 20 декабря 1974, Белград, СФРЮ) — югославский, черногорский и сербский скульптор, считающийся одним из самых оригинальных художников своего времени.

## Биография
Стийович считал себя этническим сербом. В 1912 году поступил в Сербскую школу изящных искусств (ныне Университет искусств (Белград)), где учился у Джордже Йовановича.
Участник Первой мировой войны. После начала войны добровольцем вступил в сербскую армию, в составе которой отступал через Албанию на Корфу. В 1916 году добрался до Марселя и продолжил своё образование в марсельской художественной школе на стипендию французского правительства, в следующем году переехал в Париж, где продолжил учёбу в Школе изящных искусств.
Много лет жил в Париже. Считается одним из самых талантливых скульпторов начала 1920-х годов, выставлялся вместе с Пикассо, Матиссом, Помпоном и Майолем.
В 1928 году он вернулся на родину и поселился в Белграде, где стал преподавателем мужской гимназии.
В 1941 году был арестован немцами и заключён в концлагерь Баница, где пробыл до окончания Второй мировой войны.
Профессор Академии изящных искусств в Белграде (1945—1952). В 1962 году стал членом Сербской академии наук и искусств.
Умер в Белграде. Похоронен в Подгорице.
Работы Р. Стийовича созданы под вдохновением югославской природы и культуры. Скульптор-анималист, считается самым видным скульптором Черногории. Работал над каменными изваяниями на здании Сербской железной дороги в Белграде, сейчас памятнике культуры Сербии.

## Награды
- Орден Труда (СФРЮ) I степени, 1957;
- Орден «За заслуги перед народом» с Золотой звездой, 1965;
- Золотая медаль на Международной выставке в Париже, 1937;
- Премия Академии семи искусств в Белграде, 1940;
- Октябрьская премия Белграда, 1960;
- Премия 7 июля Социалистической Республики Сербии, 1962;
- Премия 13 июля Черногории, 1972;
- Премия AVNOJ, 1970 г. и др.

## Галерея

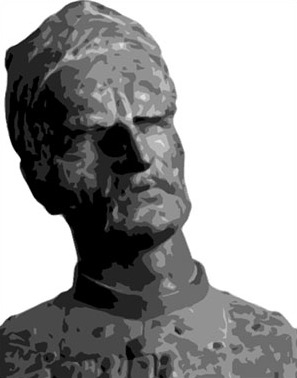
Бюст Вука Мандушича
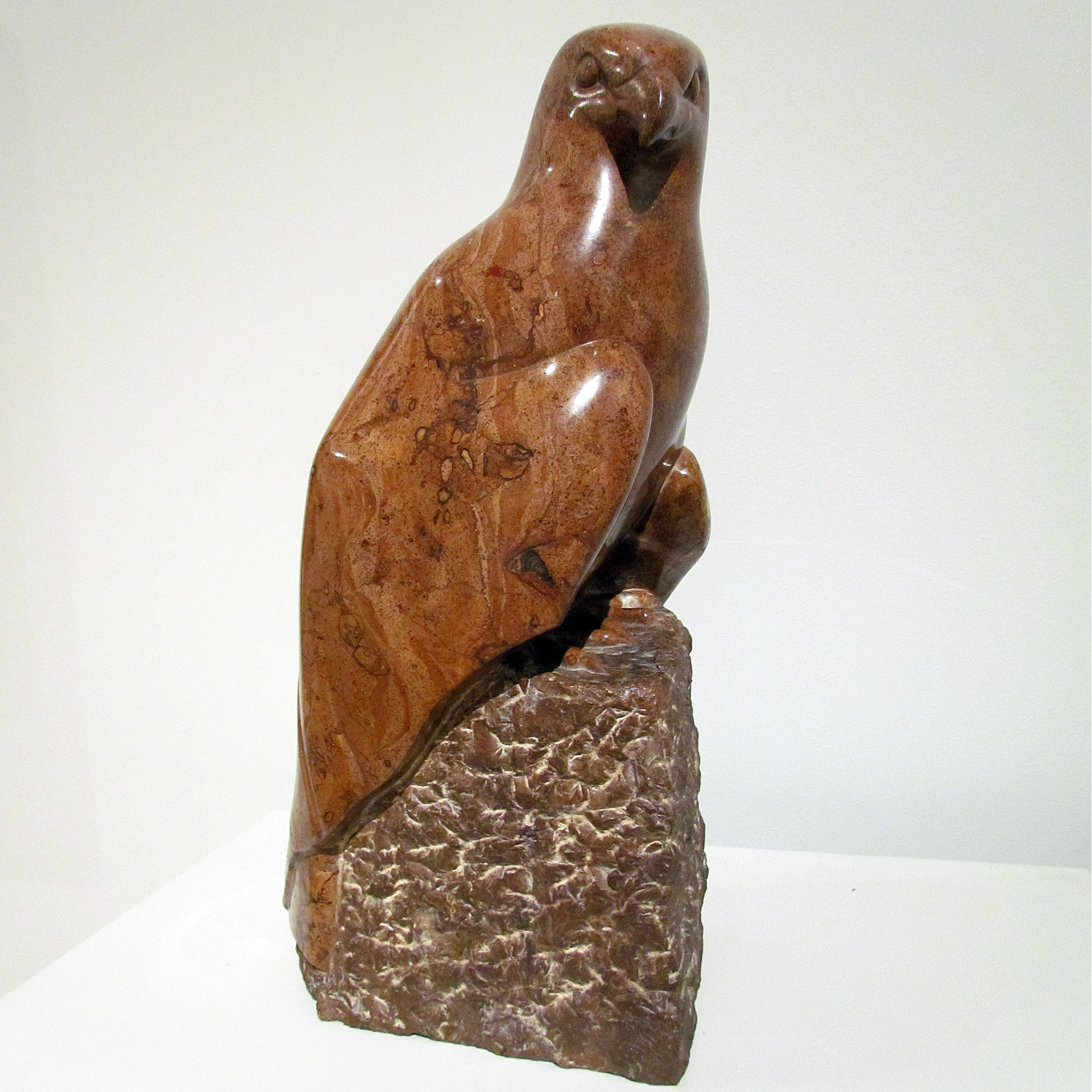
Орёл, 1936.
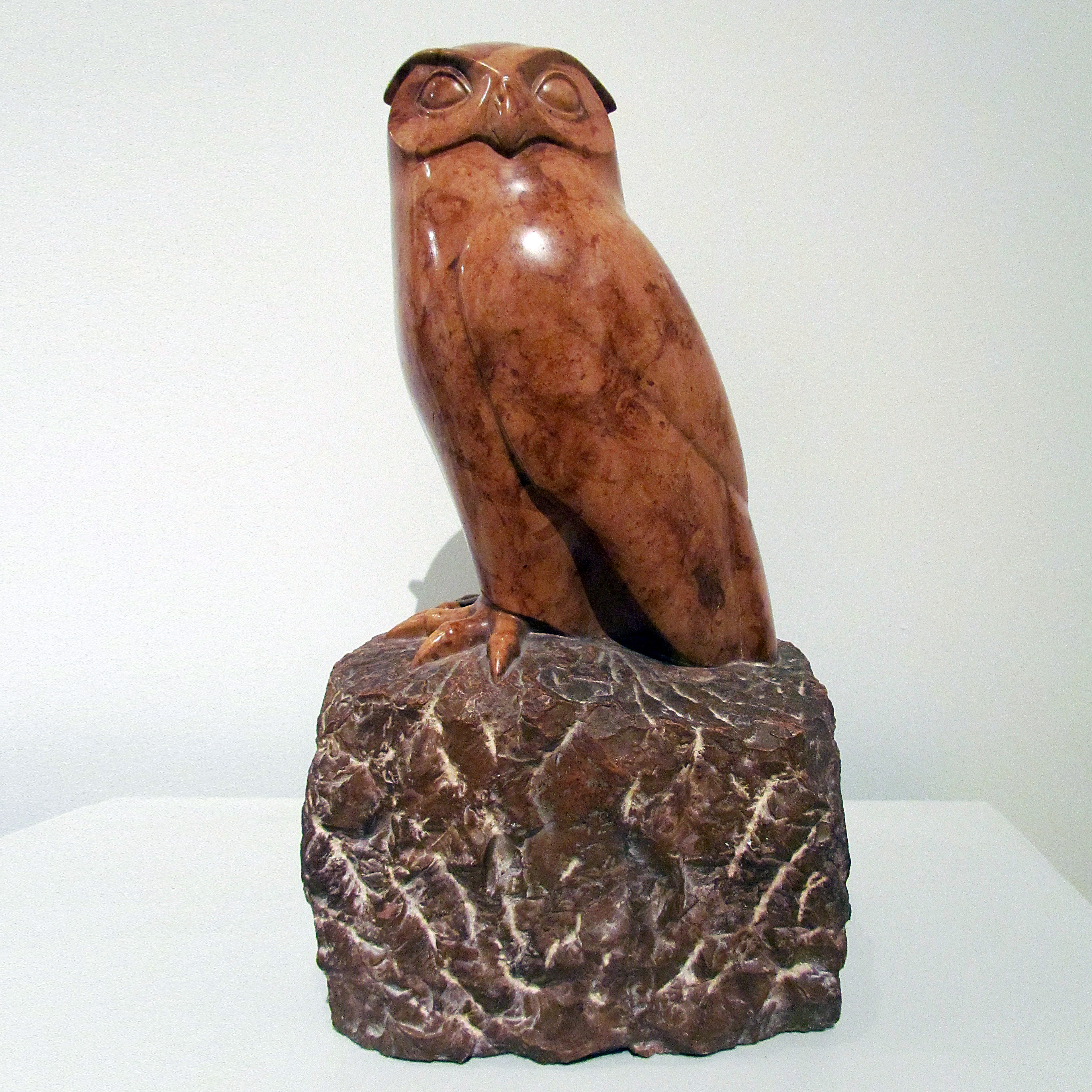
Сова, 1936.
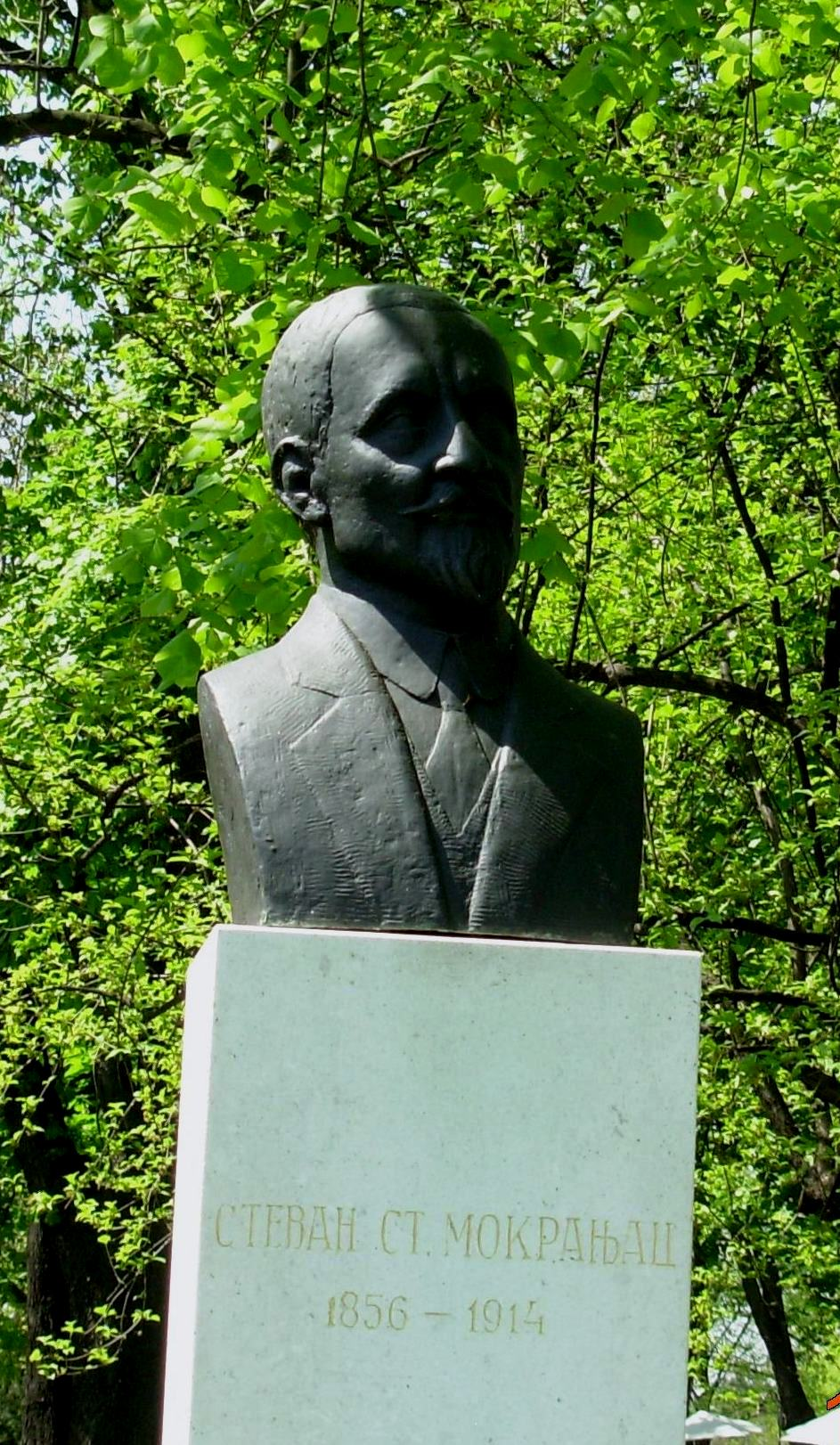
Бюст Стевана Мокраняца, Калемегдан